# Hrabstwo Clarke (Alabama)

Piramida wieku hrabstwa

Hrabstwo Clarke – hrabstwo w stanie Alabama w USA. Populacja liczy 27 867 mieszkańców (stan według spisu z 2000 roku).
Powierzchnia hrabstwa to 3244 km². Gęstość zaludnienia wynosi 4 osoby/km².

## Miasta
- Coffeeville
- Fulton
- Grove Hill
- Jackson
- Thomasville

## CDP
- Carlton
- Rockville
- Whatley